# Hans Adolph Brorson
Hans Adolph Brorson (Randerup, 1694 – Ribe, 1764) è stato uno scrittore danese.
Vescovo di Ribe di ispirazione pietista, fu autore del canto natalizio Mitt hjerte alltid vanker (1732), de Il prezioso goiello della fede (1739) e del celebre Il canto del cigno (1765).